# Mohamed Mestiri
Mohamed Mestiri (geboren 1964) ist ein tunesisch-französischer Denker und eine Persönlichkeit des Islam in Europa. An der Sorbonne in Paris machte er seinen Docteur en philosophie und an der Universität Ez-Zitouna in Tunis sein Theologiediplom.
Er war Direktor (der ehemaligen französischen Dépendance) des Internationalen Instituts für Islamisches Denken (Abk. IIIT) bei Paris.

„The IIIT was founded in 1981 and is headed by Taha Jaber Al Alwani. Its Saint-Ouen office is run by Mohamed Mestiri, a Tunisian with a Ph.D. from the Sorbonne who was earlier consulted by Daniel Rivet for his 2003 report on imam training for education minister Luc Ferry. For the past five years, the IIIT has held an annual dinner that is well attended by political élites.“

Mestiri war einer der Unterzeichner der Botschaft aus Amman (Amman Message).

## Schriften (Auswahl)
- Mohamed Mestiri: “From the Fiqh of Minorities to the Fiqh of Citizenship: Challenges of Conceptualization and Implementation”. In: Jasser Auda (Hrsg.): Rethinking Islamic law for minorities. Towards a Western-Muslim identity, n. d., S. 33–43 (hier einsehbar)
- Le livre des animaux / Al-Jāhiẓ ; trad. et préf. par Mohamed Mestiri, 2003 (idref.fr)

data.bnf.fr führt folgende vier Titel mit Mestiri als Herausgeber auf:
- Identitaire et universel dans l'Islam contemporain. (Im Anschluss an den vierten Jahreskongress der Islamforscher, organisiert durch IIIT Frankreich und IISMM-EHESS im Juni 2005.) Paris : IIIT France ; [Paris] : IISMM-EHESS, DL 2007
- Islamophobie dans le monde moderne. (Entstanden aus dem internationalen Kolloquium der Universität Berkeley und IIIT Frankreich, an der Fondation Maison des Sciences de l’Homme in Paris, 2. und 3. Juni 2006). Saint-Ouen: IIIT France, DL 2008
- Penser la modernité et l'islamregards croisés. (Im Anschluss an den dritten Jahreskongress der Islamforscher, organisiert durch IIIT Frankreich an der UNESCO im Juni 2004). Paris: IIIT France, DL 2005
- Pluralisme et reconnaissance défis des particularismes et des minorités. Saint-Ouen: IIIT France, DL 2008 (unesdoc.unesco.org)